# الیور کراگل
الیور کراگل (انگلیسی: Oliver Kragl؛ زادهٔ ۱۲ مهٔ ۱۹۹۰) بازیکن فوتبال اهل آلمان است.
از باشگاه‌هایی که در آن بازی کرده‌است می‌توان به باشگاه فوتبال رید، باشگاه فوتبال کروتونه، باشگاه فوتبال فروزینونه، باشگاه فوتبال وولفسبورگ، باشگاه فوتبال فوجا، و باشگاه فوتبال آینتراخت برانشوایگ اشاره کرد.